# Scalenoedro
Lo scalenoedro è una forma semplice della cristallografia costituita dalla combinazione di 8 o 12 facce triangolari scalene; derivata dalla ripetizione attorno ad assi di simmetria di composti binariquaternari o ternarisenari.